# Savona 1907 FBC

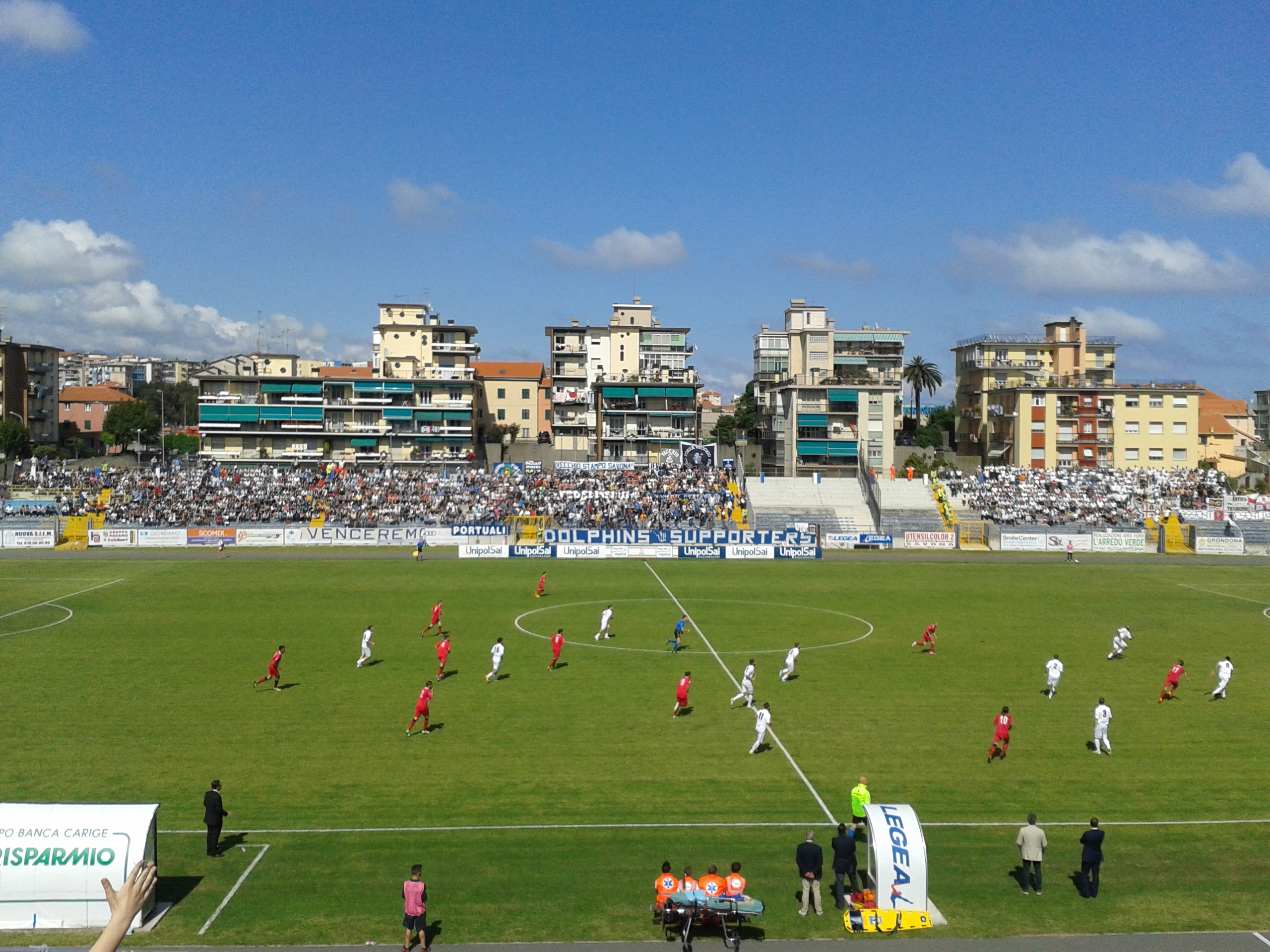
Savona in actie

Savona 1907 FBC is een Italiaanse voetbalclub uit Savona die uitkomt in de Serie D/A. De clubkleuren zijn blauw en wit. De club werd in 1907 opgericht als Savona Calcio en behield deze naam tot 2006.

## Bekende ex-spelers
- Luciano Álvarez
- Valerio Bacigalupo
- Virgilio Levratto
- Marcello Lippi